# Pat Morris Neff
Pat Morris Neff  (26 de novembro de 1871 — 20 de janeiro de 1952) foi o 28º governador do estado norte-americano de Texas, de 1921 a 25 de janeiro de 1925.